# Haría
Haría est une commune de la province de Las Palmas dans la communauté autonome des Îles Canaries en Espagne. Elle est située à l'extrémité nord de l'île de Lanzarote.

## Géographie

### Localisation
La commune d'Haría est située au nord de l'île de Lanzarote et son territoire accueille le massif de Famara qui s'élève jusqu'à 670 m aux Peñas del Chache, point culminant de toute l'île.

Localisation de l'île de Lanzarote dans les Îles Canaries.
Localisation d'Haría dans l'île de Lanzarote.

| Océan Atlantique et Archipel de Chinijo | Océan Atlantique | Océan Atlantique |
| Océan Atlantique                        | Haría            | Océan Atlantique |
|                                         | Teguise          |                  |

### Villages de la commune
(Nombre d'habitants en 2007)
- Arrieta (949)
- Charco del Palo (168)
- Guinate (34)
- Haría (1 118)
- Máguez (629)
- Mala (528)
- Orzola (277)
- Punta Mujeres (1 130)
- Tabayesco (96)
- Ye (120)

## Histoire
Comme les autres communes de Lanzarote, Haría a subi de nombreuses invasions et attaques de pirates durant son histoire. La pire a eu lieu en 1586 lorsque la quasi-totalité de la palmeraie a été détruite.
Depuis les années 1950, Haría est victime de l'exode rural et beaucoup de ses habitants ont émigré en Amérique du Sud. De nombreuses maisons demeurent inhabitées.

## Vues du village

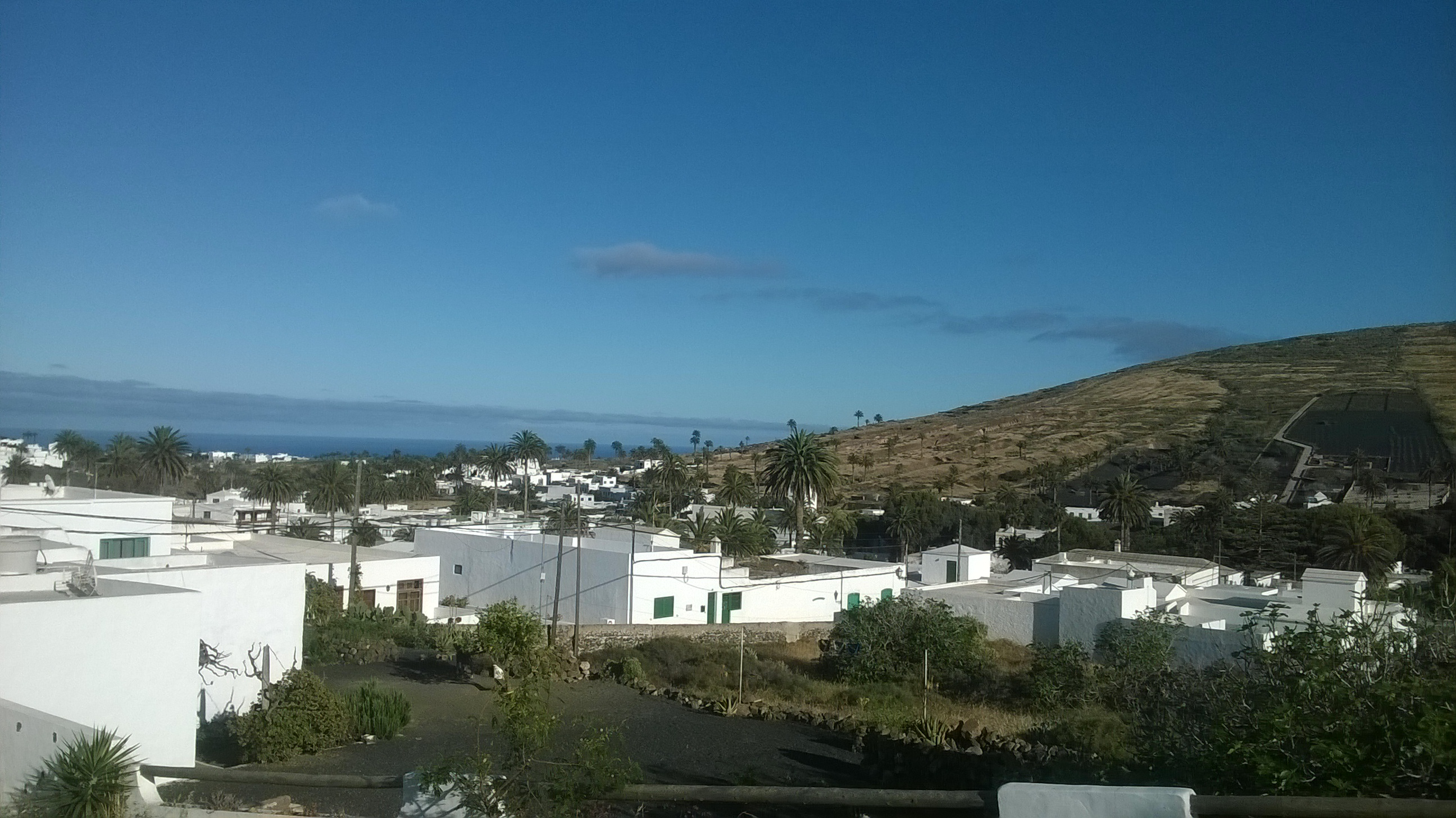
Vue du village depuis Calle la Cruz
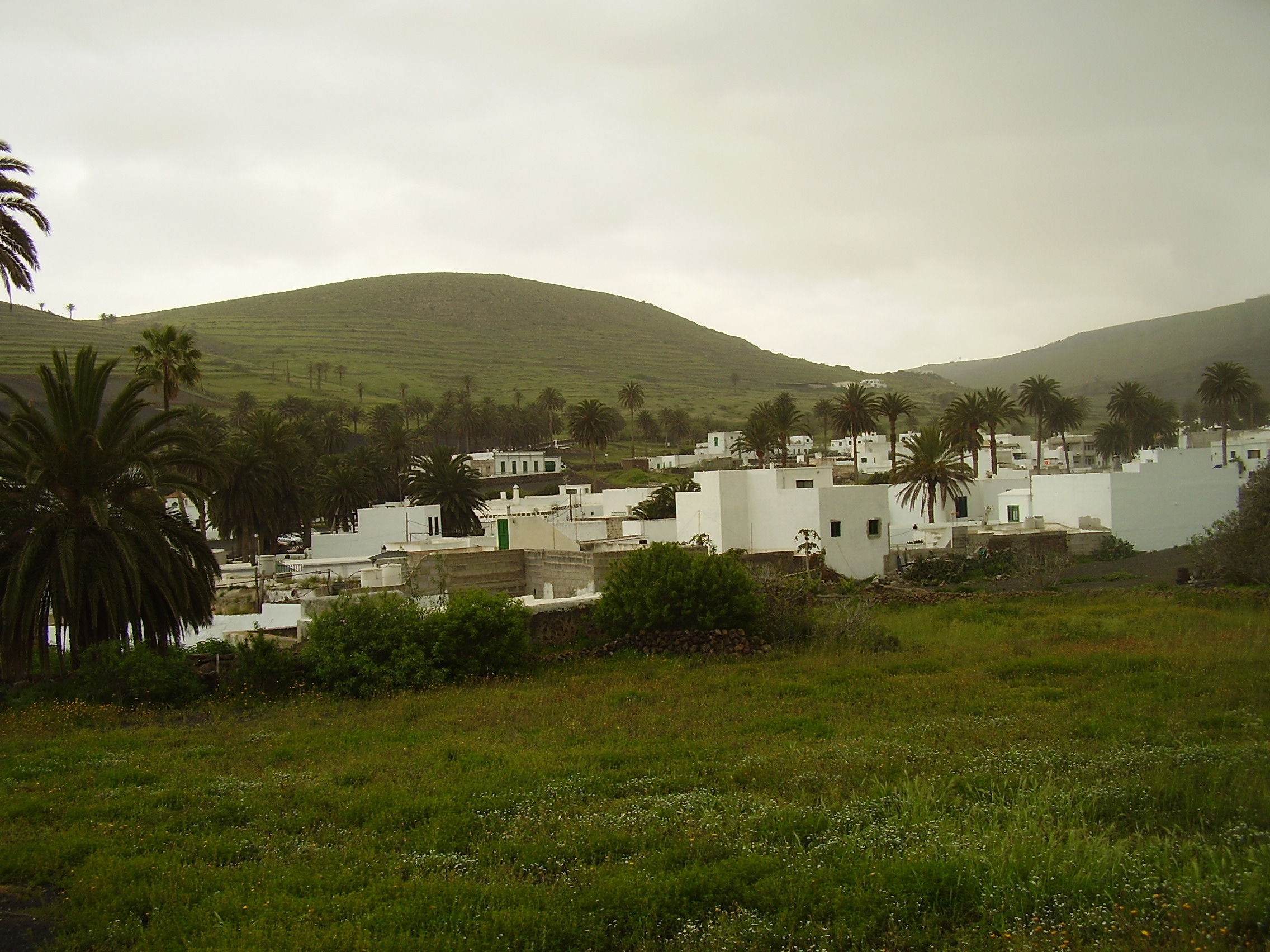
Palmeraie de Haría
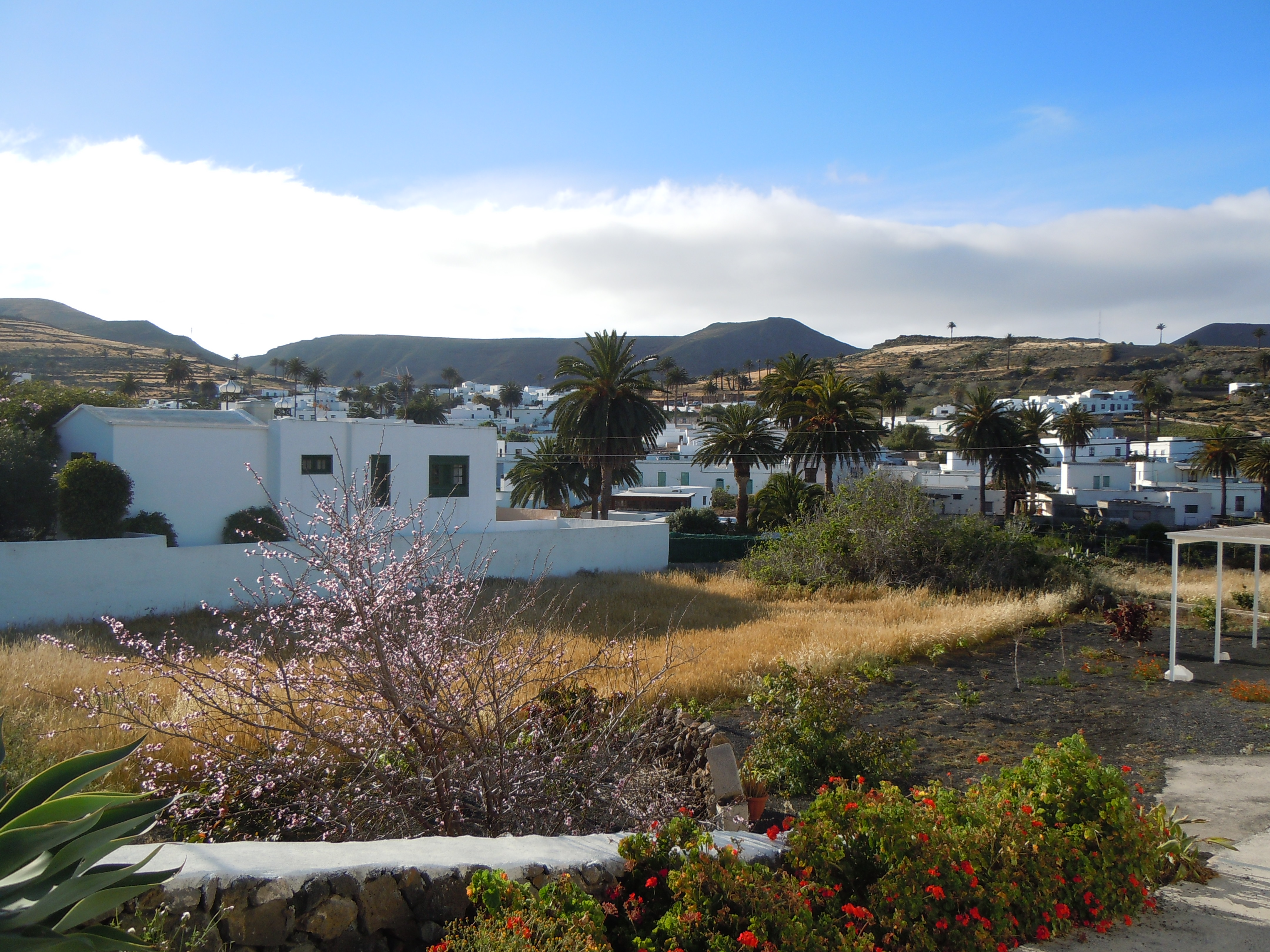
Calle San Juan.
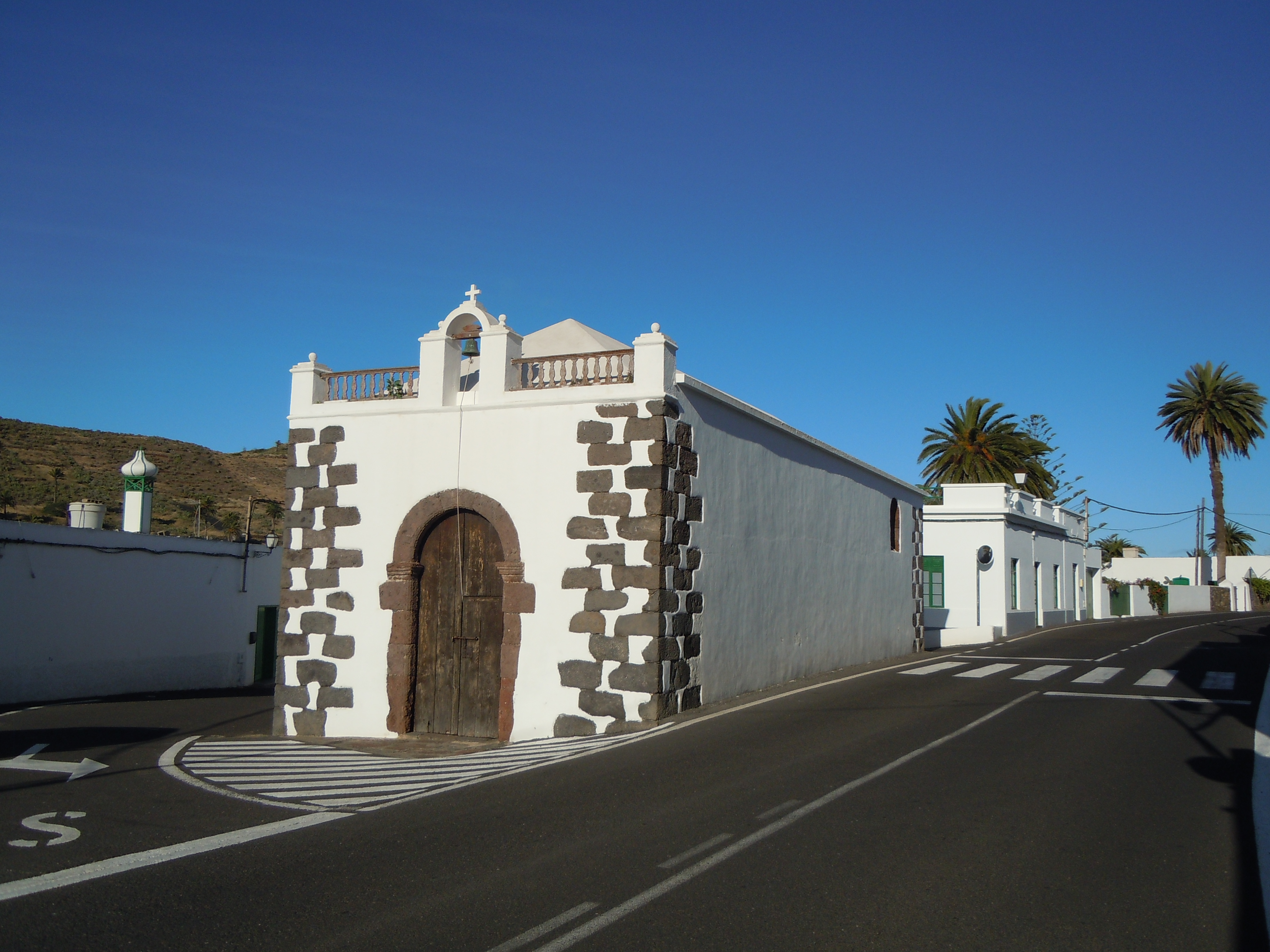
Ermita de San Juan Bautista.

## Patrimoine
- Église Iglesia de Nuestra Señora de la Encarnación, qui fut reconstruite en 1956 après avoir subi d'importants dégâts lors d'une tempête.
- Au cimetière : tombe de César Manrique, célèbre artiste et architecte de Lanzarote, qui vécut à Haría.
- à 5 km : un belvédère, qui offre une belle vue sur la vallée de Haría avec ses nombreux palmiers.
- Cueva de los Verdes
- Jameos del Agua

## Culture
En 2019, la commune d'Haría, accueille le tournage du film Les Coming Out (Salir del ropero) d'Ángeles Reiné, diffusé également sur Netflix, qui aborde la vie sentimentale d'un couple de lesbiennes âgées joué par les actrices Rosa Maria Sardà et Verónica Forqué.